# Etsushi Toyokawa
Etsushi Toyokawa (豊川悦司, Toyokawa Etsushi, nascut el 18 de març de 1962 en Yao, Osaka, estudià a l'institut Shimizudani, i la Kwansei Gakuin University), és un actor japonès. Ha sigut nominat per sis Premis de l'Acadèmia Japonesa, guanyant el premi de popularitat el 1996 per Love Letter, i Novici de l'Any el 1993 per Kira kira hikaru.

## Filmografia selecta
2008 20th Century Boys
2006 Hula Girls
2005 Hasami otoko també titulada The Man Behind the Scissors
2005 Kita no zeronen també titulada Year One in the North
2005 It's Only Talk
2005 Loft
2004 Tange Sazen
2002 Inochi
2002 Dog Star
1996 Yatsu haka-mura també titulada The 8-Tomb Village
1995 Love Letter
1995 La força de la sang (No Way Back)
1992 Kira kira hikaru també titulada Twinkle